# Piz Fedoz
Piz Fedoz är en bergstopp i Schweiz.   Den ligger i regionen Maloja och kantonen Graubünden, i den sydöstra delen av landet, 190 km öster om huvudstaden Bern. Toppen på Piz Fedoz är 3 190 meter över havet, eller 211 meter över den omgivande terrängen. Bredden vid basen är 2,5 km. Piz Fedoz ingår i Bernina.
Terrängen runt Piz Fedoz är huvudsakligen bergig. Runt Piz Fedoz är det glesbefolkat, med 13 invånare per kvadratkilometer.. Närmaste större samhälle är St. Moritz, 17,2 km norr om Piz Fedoz. 
Trakten runt Piz Fedoz består i huvudsak av gräsmarker.